# Towarzystwo Popierania Przemysłu i Handlu Polskiego „Rozwój”
Towarzystwo Popierania Przemysłu i Handlu Polskiego „Rozwój” – polska organizacja polityczna o charakterze nacjonalistycznym założona w 1913 roku.

## Historia i działalność
Towarzystwo „Rozwój” skupiało polskich przedstawicieli rzemiosła i drobnego handlu. Ideologicznie mieściło się w kręgach wpływów endecji i w mniejszym stopniu chadecji. W 1923 roku liczyło około osiemdziesiąt tys. członków. Posiadało szereg ekspozytur na terenie kraju, a także organy prasowe zatytułowane Rozwój, następnie Gazeta Niedzielna. Po 1923 roku stopniowo zaczęło podupadać i ograniczać skalę działalności.

## Działacze
Pośród głównych działaczy byli Tadeusz Mścisław Dymowski, Aleksander Karszo-Siedlewski, Karol Rzepecki, Maria Buyno-Arctowa. Członkiem Towarzystwa był także generał Franciszek Latinik (po przejściu w stan spoczynku).